# Bankya Peak
Der Bankya Peak (englisch; bulgarisch връх Банкя wrach Bankja) ist ein 840 m hoher Berg an der Davis-Küste des Grahamlands auf der Antarktischen Halbinsel. Er ragt 5,28 km südsüdöstlich des Wennersgaard Point, 6 km nordöstlich des Milkov Point, 4,36 km nördlich des Chanute Peak und 6,55 km westnordwestlich des Velichkov Knoll östlich der Lanchester Bay und westlich des Sabine-Gletschers auf.
Deutsche und britische Wissenschaftler kartierten ihn 1996 gemeinsam. Die bulgarische Kommission für Antarktische Geographische Namen benannte ihn 2010 nach der Stadt Bankja im Westen Bulgariens.